# 二瓶太郎
二瓶 太郎（にへい たろう、1971年3月9日 - ）は、スウェーデン・ストックホルム出身の元アイスホッケー選手。父親が日本人で母親がフィンランド人。右利き。ポジションはフォワード。日本・スウェーデンの二重国籍。双子の弟である次郎もアイスホッケー選手。177cm、75kg。

## 経歴
15歳の時にスウェーデンジュニアリーグで優勝した。ワスランド高校卒業後、バレンツナアイスホッケークラブを経て、1993年に兄弟揃って来日し、コクドに入団した。
U-20日本代表2度（1990年、1991年）、世界選手権日本代表に4度（1995年、2000年、2001年、2002年）選ばれた経歴を持つ。
2003年、弟とともに日本製紙クレインズに移籍。2005年に戦力外となり退団した。2006年1月にノルディックバイキングスへ入団した。
シーズン後のチーム消滅とともに現役引退している。